# Freizeitzentrum Berg
Das Freizeitzentrum Berg ist eine Wochenendhaussiedlung in der Gemeinde Berg in Niederösterreich.

## Geografie
Das Freizeitzentrum befindet sich nordöstlich von Berg. Um den L-förmigen Badesee stehen einzeilig oder mehrzeilig zahlreiche Wochenendhäuser und im Eingangsbereich befindet sich eine Tennisanlage und ein Spielplatz. Der See wird als Badesee und zum Fischen genutzt.
Aufgrund zahlreicher, durch Siedler des Freizeitzentrums initiierten Medienberichte wurde bekannt, dass der Grundwasserspiegel in den 2010er-Jahren mehrmals sehr hoch lag und zeitweise sogar das Kanalpumpwerk abgeschaltet werden musste. Bei einigen Bewohnern wurden der Garten und die Wohnräume des Wochenendhauses mehrmals geflutet. Eine Ursache könnte im durch das Kraftwerk Gabčíkovo in der Slowakei angehoben Donauwasserspiegel zu finden sein.